# Hathersage

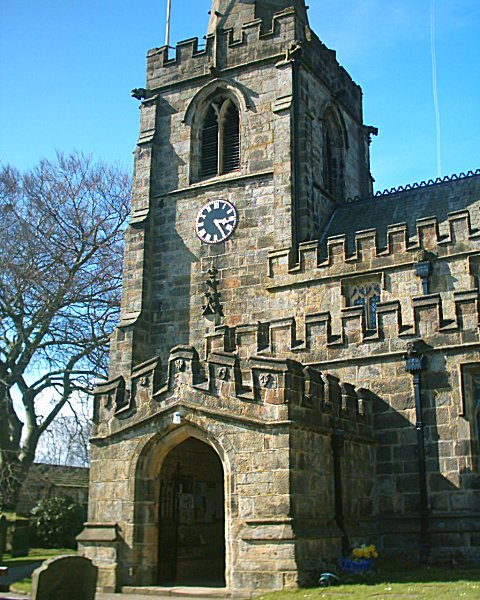
kościół św. Michała w Hathersage

Hathersage – wieś w hrabstwie Derbyshire w Anglii. Zamieszkane przez około 3500 mieszkańców.
W miejscowości znajduje się średniowieczny kościół z witrażami Charlesa Kempe.
Według jednej z wersji legend o Robin Hoodzie, w miejscowości tej zamieszkiwał jeden z członków jego drużyny Mały John. W roku 1780 na miejscowym cmentarzu wykopano kość o długości 72,39 cm, co miało oznaczać, że należała ona do tego legendarnego banity.